# Мезоамериканский календарь длинного счёта
Мезоамериканский календа́рь длинного счёта — календарь, использовавшийся в некоторых доколумбовых культурах Центральной Америки. По этой причине он иногда называется календарем майя. Использование изменённого двадцатилетнего подсчёта привело к тому, что он определяет дни путём подсчёта числа этих дней, прошедших с мифической даты Творения, соответствующей 11 августа 3114 г. до н. э. по Григорианскому календарю. Данный календарь широко использовался на памятниках.